# Vila Podrožnik
Vila Podrožnik (tudi Kollmannov grad) je protokolarni objekt Vlade Republike Slovenije. Nahaja se ob Večni poti  (Cesta 27. aprila) v Ljubljani ob vznožju hriba Rožnik. Posest obsega park, vilo, pomožni objekt z garažo, manjši bazen, teniško igrišče idr.
Nekdanjo vilo je dal postaviti ljubljanski trgovec s porcelanom in steklom Franc Kollmann. Ob robu posesti so postavili še stavbo za služinčad. Dokončana je bila verjetno leta 1910 na mestu porušene predhodne stavbe, po načrtih arhitekta Cirila Metoda Kocha.
Kollmann je posest zapustil v dobrodelne namene: polovico stavbe je namenil slepim in polovico obubožanim trgovcem. Za izvršitelja je imenoval ljubljansko občino. Ustanovljeni sta bili ustanovi v ta namen s sedežem v Kollmannovi vili, a je občina leta 1940 stavbo prodala na javni dražbi. Po drugi svetovni vojni je bila posest nacionalizirana. Arhitekt Vinko Glanz jo je leta 1947 povsem preuredil, dogradil in razširil. Arhitektura je odlično ohranjena in vzdrževana. Del apartmajev je bil preurejen. Vilo redno uporabljajo politiki samostojne Slovenije. Pri vhodu v vilo so na pobudo Evgena Bavčarja postavili portretno glavo mecena. Portret je oblikoval Mirsad Begić, slovesna otvoritev je bila 20 aprila 2015.
Vila se občasno omenja kot najprimernejša izbira za predsedniško rezidenco, v kateri bi prebival predsednik republike Slovenije z družino. Za večjo družino je premajhna. Uradni proces za izbiro primerne stavbe v Ljubljani ali v njeni okolici (npr. grad Bokalce) ali za gradnjo morebitne nove rezidence še ni stekel. Predsednik Drnovšek je kot svojo rezidenco občasno uporabljal objekte na Brdu pri Kranju. Prvi si je osebno rezidenco zaželel nekdanji predsednik Danilo Türk. Posledično je postal tarča ostrih kritik. Podobno tematiko je na Festivalu podjetništva na pobudo predsednika kluba slovenskih podjetnikov Joca Pečečnika omenila tudi predsednica republike Nataša Pirc Musar, ki je dejala, da država neko predsedniško rezidenco potrebuje. Slovenija je sicer ena izmed redkih držav, ki nima predsedniške rezidence.